# 白田佳子

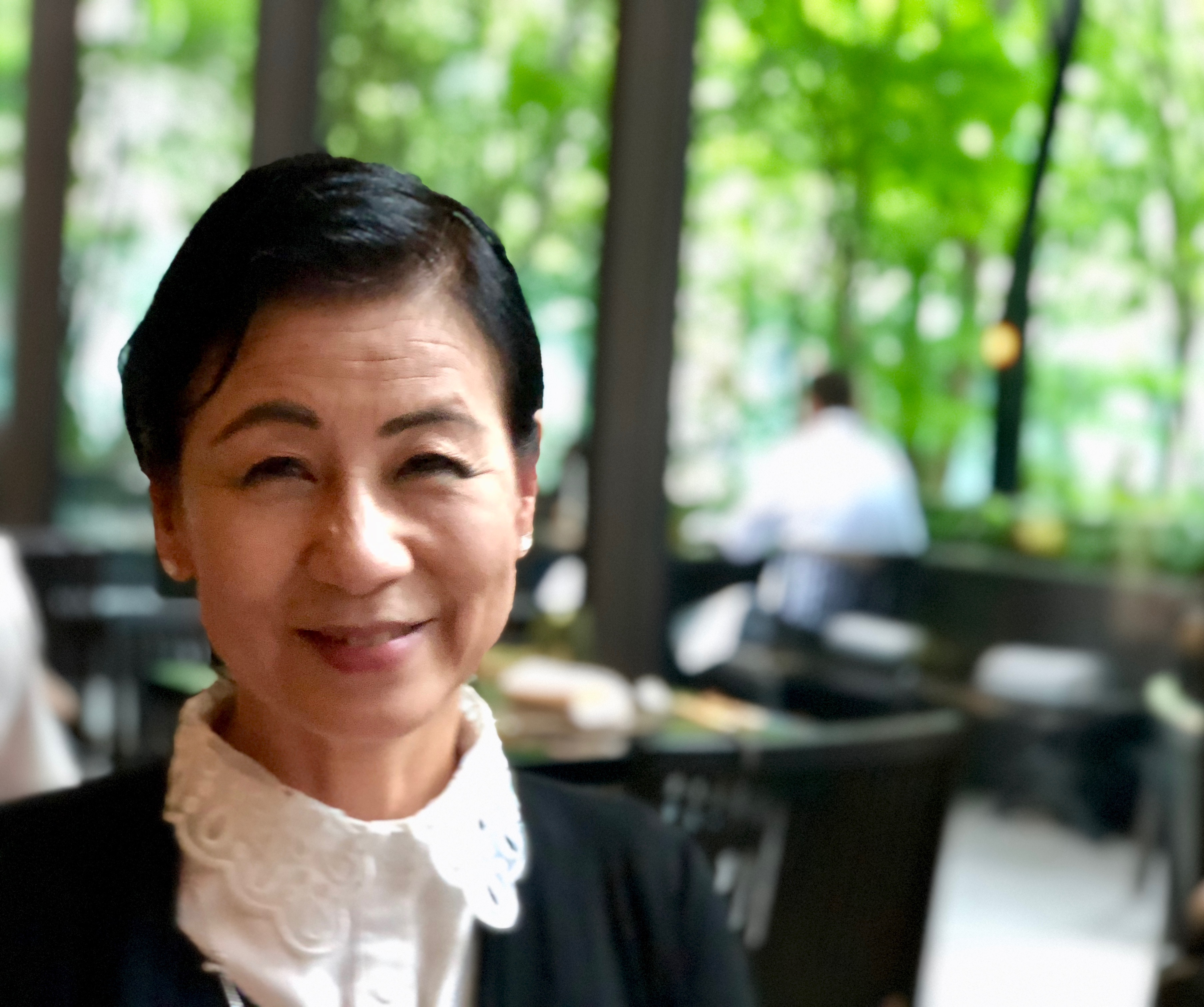
白田佳子

白田 佳子（しらた よしこ）は、日本の会計学者。元日本学術会議会員。博士（経営学）。専門は、企業倒産予知、経営分析。倒産予知モデルSAF2002モデルの開発者。
元日本学術会議会員・経営学委員会委員長、アジア学術会議事務局長。東京都港区出身。海外ではCindy Yoshiko Shirataの通称で知られている。倒産予知モデルSAF2002については、とりわけ、近年の中東において、SAF2002モデルをOhlson Model（オルソンモデル）と対比した論文等が活発に発表されている（Jouzbarkand et al.(2012)  、Jouzbarkand et al.(2013)  、Abbaskhani（2012） 、 Ghodrati & Moghaddam (2012) ）。また、SAF2002モデルは、国内での学術論文 や、ディスカッションペーパーでは企業評価モデルの代替として引用されている。元筑波大学教授（会計学）、現在国立大学法人茨城大学監事。

## 経歴
女子学院中学校・高等学校、日本大学経済学部経済学科卒業。筑波大学大学院博士課程経営・政策科学研究科企科学専攻（現：大学院ビジネス科学研究科経営システム科学専攻経営学学位プログラム博士前期課程・博士後期課程）修了。修士（経営学）、博士（経営学）（筑波大学）。
日本航空、企業経営、スポルディング・ジャパン社長付、帝国データバンク副社長付、ヘキスト (Hoechst AG) ジャパン高機能材料部、中央クーパース・アンド・ライブランドコンサルティング（現プライスウォーターハウスクーパース）マネージングアソシエイツを経て、1996年筑波技術短期大学助教授、2002年日本大学教授。2005年芝浦工業大学大学院工学マネジメント研究科教授。2007年筑波大学大学院ビジネス科学研究科教授。2010年ドイツ・ミュンヘン大学客員教授。2012年イギリス・シェフィールド大学Management School客員教授。2015年法政大学イノベーション・マネージメント研究センター客員研究員。2017年4月より2020年3月まで筑波学院大学客員教授、及び立正大学経済学部非常勤講師。2020年4月より東洋大学国際学部グローバル・イノベーション学専攻客員教授。2023年1月千葉商科大学与信管理協会提携講座『与信管理論』「リスクマネジメント総論」担当。2023年まで東京国際大学商学部特命教授。
参議院国土交通調査室客員調査委員、都市基盤整備公団施設評価委員会委員、日本学術振興会研究事業部科学研究費専門委員、日本学術会議第20期連携会員、第21期～第22期会員・第一部経営学委員長（2008年10月～2014年9月）
日本学術会議幹事（2011年4月～2012年10月）、日本学術振興会特別研究員等審査会専門委員、国際事業委員会書面審査委員、日本規格協会JIS X 7207拡張可能な事業報告言語（XBRL）2.1改正原案作成委員会（本委員会）委員、アジア学術会議事務局長（2011年～2014年）
国土交通省国土審議会不動産鑑定評価部会委員、国土省土地鑑定委員会委員(2005年～2014年)。2008年～2010年アデランス取締役監査役、2011年～2015年 エステー、2011年～2016年 ピー・シー・エー、2017年～2019年 宝印刷、2015年～2020年6月ウィン・パートナーズの社外取締役、2015年3月～2019年3月DIC監査役（社外）、2017年～2018年国立研究開発法人建築研究所監事、2019年6月～2021年2月 ファミリーマート 監査役（社外）、2021年2月～2021年5月ファミリーマート顧問、 2018年6月～2021年9月海外交通・都市開発事業支援機構取締役（社外）、2019年10月～2022年3月国立大学法人帯広畜産大学監事、2022年3月～2022年6月 国立大学法人北海道国立大学機構監事、2012年6月～2022年6月法務省法制審議会委員、2016年6月～2023年6月RYODEN社外取締役、2016年5月～2024年4月東京国税局土地評価審議会会長、、Growthix Capital株式会社 社外取締役を歴任。
2024年4月現在、Asia-Pacific Conference on International Accounting Issues日本代表理事、American Accounting Association, Strategic Emerging Technology Section, International Coordinators (Asia)。大阪ソーダ顧問。
Marquis Who's Whoが出版するWho's Who in the World更には、Who's Who in Finance and Business, Who's Who in the Asiaには日本の会計学者として掲載されている。
2023年5月、世界で活躍する女性TOP50を表彰する「Top50 Global Professional & Career Women Awards 2023」に日本人として初めて選出され、開催国スリランカのディネーシュ・グナワルダナ首相より表彰を受ける。
日本経営分析学会賞、日本リスクマネジメント学会賞、日本リスク・プロフェッショナル学会賞を受賞。2009年筑波大学BEST FACULTY受賞。Marquis Who's Who 「2017 Albert Nelson Marquis Lifetime Achievement Award」受賞。
元企業会計審議会会長、早稲田大学元教授故加古宜士に師事。

## 略歴
1987年6月 - 1988年9月: スポルディングジャパン（株）社長室
1988年9月 - 1989年1月: 株式会社帝国データバンク 副社長付
1989年2月 - 1992年8月: ヘキストジャパン（株）化成品本部機能材料部
1992年9月 - 1994年9月: 新光オーエムシー（株）事業本部長・シニアコンサルタント
1994年9月 - 1996年3月: 中央クーパース・アンド・ライブランドコンサルティング（株) マネージング　アソシエイツ
1996年4月 - 2001年3月: 筑波技術短期大学情報処理学科 助教授
2001年4月 - 2002年3月: 日本大学経済学部 助教授
2002年4月 - 2005年3月: 日本大学経済学部 教授
2005年4月 - 2007年3月: 芝浦工業大学大学院工学マネジメント研究科教授
2007年4月 - 2014年9月: 筑波大学大学院ビジネスサイエンス系国際経営プロフェショナル専攻教授
2008年6月 - 2009年6月: アデランスホールディングス 取締役（社外）
2009年6月 - 2010年3月: アデランスホールディングス 監査役
2008年9月 - 2014年9月: 日本学術会議会員　第一部経営学委員会委員長
2011年4月 - 2012年10月: 日本学術会議監幹事
2011年10月 - 2014年2月: アジア学術会議事務局長
2010年2月　- 2010年2月: ドイツミュンヘン大学 客員教授
2012年1月　- 2012年2月: シェフィールド大学Management School 客員教授
2011年6月　- 2015年6月: エステー株式会社取締役（社外）
2011年6月　- 2016年6月: ピー・シー・エー株式会社取締役（社外）
2017年7月　- 2018年6月: 国立研究開発法人 建築研究所 監事（非常勤）
2015年3月　- 2019年3月: DIC株式会社 監査役（社外）
2015年6月　- 2020年6月: ウィン・パートナーズ（株）取締役（社外）
2017年8月　- 2019年8月: 宝印刷株式会社 社外取締役
2019年6月 -  2021年2月: 株式会社ファミリーマート 監査役（社外）
2021年2月 - 2021年5月：株式会社ファミリーマート 顧問
2018年6月 - 2021年9月:（株）海外交通・都市開発事業支援機構取締役（社外）
2019年10月- 2022年3月: 国立大学法人帯広畜産大学 監事
2022年4月- 2022年6月: 国立大学法人北海道国立大学機構 監事
2012年6月 - 2022年6月: 法務省法制審議会委員
2020年4月- 2023年3月: 東洋大学国際学部グローバル・イノベーション学専攻 客員教授
2016年6月 -2023年6月: 株式会社RYODEN(菱電商事（株））取締役（社外）
2020年4月 - 2023年8月: 東京国際大学商学部 特命教授
2022年7月 - 2023年9月: 帯広畜産大学 顧問
2022年12月- 2024年4月: Growthix Capital株式会社 取締役（社外）
2016年5月 - 2024年4月: 東京国税局土地評価審議会会長
2022年10月-2024年９月: 株式会社大阪ソーダ 顧問
2024年7月-2024年9月:　国立大学法人茨城大学学長アドバイザリーボード
2024年９月-: 国立大学法人茨城大学 監事
2025年4月- :  IPU環太平洋大学国際経済経営学部国際経済経営学科 客員教授
2025年5月-: 日本社会事業大学 監事

## 著書・論文

### 主な著書
- 「AI技術による倒産予知モデルX企業格付け」（2019年、税務経理協会) ISBN 978-4-419-06598-0
- 「倒産予知モデルによる格付けの実務」（2008年、中央経済社）ISBN 978-4502397806
- 「企業倒産予知モデル」（2003年、中央経済社）ISBN 978-4502366307
- 「倒産予知の実務」（2003年、日本経済新聞社）ISBN 978-4532310998
- 「XBRLによる財務諸表作成マニュアル（共著）」（2003年、日本経済新聞社）ISBN 978-4532311032
- 「ベンチャー投資入門塾」（2000年、中央経済社）ISBN 978-4502641718
- 「企業倒産予知情報の形成」（1999年、中央経済社）ISBN 978-4502350337
- 「金融革命（翻訳）」（1996年、トッパン）ISBN 978-4810189537

### 主な論文
- 「新型コロナウィルスによる企業経営への影響　ー企業倒産からみる日米企業の比較ー」日本内部監査協会『監査研究』4（No.569)(2021.4)
- 「企業倒産のメカニズムと格付けとの関係　―AI技術の活用について―」日本内部監査協会『監査研究』6(2019.6)
- 「ROEの長期観察によるわが国企業の財務体質の実態解明」法政大学ｲﾉﾍﾞｰｼｮﾝ･ﾏﾈｰｼﾞﾒﾝﾄ研究ｾﾝﾀｰ『ｲﾉﾍﾞｰｼｮﾝ･ﾏﾈｰｼﾞﾒﾝﾄ』No.14 (2017.3)
- 「XBRLによるディスクロージャーの拡充と課題」『會計』 175巻4月号第4号（2009.4)
- 「テキストマイニング技術を用いた企業評価分析：倒産企業の実証分析」『経営分析研究』 第25号,日本経営分析学会（2009.3）
- 「リスクマネジメントにおける情報の重要性」『危険と管理』 日本リスクマネジメント学会(2007.3）
- 「企業再生の実態　－「再生」の落とし穴－」『JICPAジャーナル』（2006.4）
- 「企業会計制度改革の財務分析への影響」日本経営分析学会『日本経営分析研究』（2005.3）
- 「企業倒産と事業再生」『TMA NEWS Japan』（2005.7）
- 「倒産予知におけるディスクロージャー上の課題」『ディスクロージャー・フォーラム』（2004.10）
- 「会計情報とリスクマネジメント日本経営工学会『経営システム』(2004.7)
- 「経済環境の変化による企業倒産への影響に関する実証研究」日本経営行動研究学会『経営行動研究年報』(2004.5)
- 「倒産防止のための監査担当者の役割」日本内部監査協会『監査研究』（2004.5）